# Jacek Kiciński

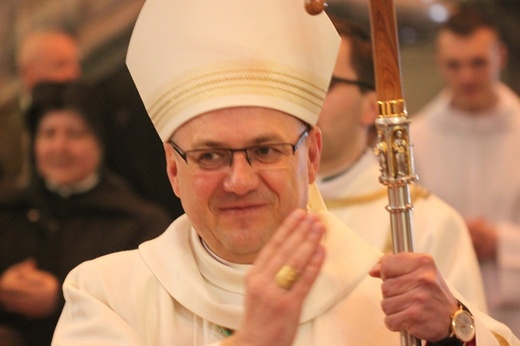
Jacek Kiciński (2016)

Bischofswappen von Jacek Kiciński

Jacek Kiciński CMF (* 30. August 1968 in Turek) ist ein polnischer römisch-katholischer Ordensgeistlicher und Weihbischof in Breslau.

## Leben
Jacek Kiciński besuchte die Grundschule in Turek und ab 1983 das Mechanisch-Technische Gymnasium in Turek. Nachdem er dort das Abitur erlangt hatte, trat er 1988 der Ordensgemeinschaft der Claretiner bei und absolvierte das Noviziat. Er legte 1989 die erste und am 8. September 1993 die ewige Profess ab. Von 1989 bis 1995 studierte er Philosophie und Katholische Theologie an der Päpstlichen Theologischen Fakultät in Breslau. Dort erlangte er mit der Arbeit Koleżeństwo i przyjaźń u młodzieży szkół średnich („Freundschaft und Kameradschaft unter Gymnasiasten“) einen Magister Theologiae. Am 27. Mai 1995 empfing er im Breslauer Dom durch den Erzbischof von Breslau, Henryk Roman Kardinal Gulbinowicz, das Sakrament der Priesterweihe.
Nach der Priesterweihe war Kiciński zunächst als Pfarrvikar in Łódź tätig. 1996 setzte er seine Studien an der Katholischen Universität Lublin fort, an der er im Jahr 2000 bei Walerian Słomka mit der Arbeit Celibat w życiu kapłańskim. Studium na podstawie publikacji polskojęzycznych po Soborze Watykańskim II („Der Zölibat im priesterlichen Leben. Eine Studie auf der Grundlage polnischsprachiger Veröffentlichungen nach dem Zweiten Vatikanischen Konzil“) zum Doktor der Theologie im Fach Spirituelle Theologie promoviert wurde. Von 1999 bis 2004 war Kiciński für die Berufungspastoral der Claretiner verantwortlich und wirkte als Superior des ordenseigenen Ausbildungshauses in Breslau, bevor er Superior der Niederlassung seiner Ordensgemeinschaft in Kudowa-Zdrój und Verantwortlicher für das Postulat wurde. Ab 2006 war er Studiendirektor und Leiter des Kurses zur Theologie des geweihten Lebens an der Ordensniederlassung in Breslau sowie Chefredakteur der Zeitschrift Życie konsekrowane („Geweihtes Leben“). Ferner gehörte er dem Redaktionsausschuss der Wrocławski Przegląd Teologiczny („Breslauer Theologische Revue“) an. Daneben wurde er 2009 mit der Arbeit Powołanie – Konsekracja – Misja. Personalistyczny wymiar teologii życia konsekrowanego w świetle współczesnego Magisterium Kościoła („Berufung – Weihe – Mission. Personalistische Dimension der Theologie des geweihten Lebens im Licht des gegenwärtigen Lehramtes der Kirche“) an der Päpstlichen Theologischen Fakultät in Breslau habilitiert. Zudem gehörte er von 2004 bis 2010 dem Provinzialrat an und fungierte als Präfekt für die Spiritualität in der polnischen Ordensprovinz der Claretiner. Von 2010 bis 2013 war er zusätzlich erneut Superior des ordenseigenen Ausbildungshauses in Breslau.
Außerhalb seiner Ordensgemeinschaft gehörte Kiciński ab 2006 dem Rat für das geweihte Leben und dem Priesterrat des Erzbistums Breslau an. Außerdem wirkte er ab 2009 als Bischofsvikar für die Institute des geweihten Lebens und für die Gesellschaften apostolischen Lebens im Erzbistum Breslau. Zudem war er ab 2015 Berater der Kommission für die Institute des geweihten Lebens und für die Gesellschaften apostolischen Lebens der Polnischen Bischofskonferenz. Darüber hinaus lehrte er ab 2011 als außerordentlicher und ab 2015 als ordentlicher Professor Theologie der priesterlichen Spiritualität und des geweihten Lebens an der Päpstlichen Theologischen Fakultät in Breslau. Ferner war er geistlicher Begleiter der Gemeinschaft Wawrzyny Plus.
Am 13. Februar 2016 ernannte ihn Papst Franziskus zum Titularbischof von Margum und zum Weihbischof in Breslau. Die Bischofsweihe spendete ihm der Erzbischof von Breslau, Józef Kupny, am 19. März desselben Jahres im Breslauer Dom. Mitkonsekratoren waren der Apostolische Nuntius in Polen, Erzbischof Celestino Migliore, und der emeritierte Erzbischof von Breslau, Henryk Roman Kardinal Gulbinowicz. Sein Wahlspruch Ut unum sint („Damit sie eins seien“) stammt aus Joh 17,11 . Als Weihbischof ist Kiciński zudem Generalvikar des Erzbistums Breslau. Überdies ist er verantwortlich für das geweihte Leben im Erzbistum.
In der Polnischen Bischofskonferenz leitet Kiciński zudem seit 2019 die Kommission für die Institute des geweihten Lebens und für die Gesellschaften apostolischen Lebens. Außerdem gehört er der Seelsorgekommission und der Kommission für die Glaubenslehre sowie der Unterkommission für einzelne Formen des geweihten Lebens an. Darüber hinaus fungiert er als Geistlicher Assistent der St.-Alberts-Hilfsgesellschaft.

## Wappen
Das Wappen von Jacek Kiciński zeigt im Hintergrund das Kreuz. Im Vordergrund ist das Heiligste Herz Jesu mit einer Dornenkrone als Symbol für Christus dargestellt. Weiterhin ist das Unbefleckte Herz Mariä, das zum Zeichen des Schmerzes durch ein Schwert durchbohrt ist, zu sehen. Letzteres ist zugleich ein Bezug zum Symbol der Ordensgemeinschaft der Claretiner, der Kiciński angehört. Das Überschneiden beider Herzen soll die Einheit von Christus und Maria symbolisieren.

## Schriften

### Monografien
- Celibat w życiu kapłańskim. Studium na podstawie publikacji polskojęzycznych po Soborze Watykańskim II. Katholische Universität Lublin, Lublin 2000.
- Charyzmaty w Kościele i dla Kościoła (= Historia i Charyzmaty. Band 1). Palabra, Warschau 2003, ISBN 978-83-8759694-1.
- Formacja do czystości (= Biblioteka Życia Konsekrowanego. Band 5). Palabra, Warschau 2004, ISBN 978-83-8969103-3.
- Kapłan – świadek miłości Boga do człowieka. Papieski Wydział Teologiczny, Breslau 2010, ISBN 978-83-7454-141-1.
- Słowo Boże szkołą formacji kapłańskiej: praca zbiorowa (= Colloquia Wratislaviensia. Band 6). Wydawnictwo Wrocławskiej Księgarni, Breslau 2011, ISBN 978-83-7454-179-4.
- Duchowość misji współdzielonej: studium w świetle współczesnego Magisterium Kościoła (= Rozprawy Naukowe – Papieski Wydział Teologiczny we Wrocławiu. Band 100). Papieski Wydział Teologiczny, Breslau 2013, ISBN 978-83-63642-12-9.
- Powołanie – Konsekracja – Misja. Personalistyczny wymiar teologii życia konsekrowanego w świetle współczesnego Magisterium Kościoła (= Rozprawy Naukowe – Papieski Wydział Teologiczny we Wrocławiu. Band 69). Päpstliche Theologische Fakultät, Breslau 2014, ISBN 978-83-60370-47-6.
- Na drogach uczynków miłosierdzia: rozważania drogi krzyżowej. Wydawnictwo i Drukarnia Wrocławskij Księgarni Archidiecezjalnej, Breslau 2016, ISBN 978-83-7454-335-4.
- Czas dla Boga: słuchać – by żyć i służyć innym. W 40. rocznicę dokumentu „Dimensio contemplativa“. Papieski Wydział Teologiczny we Wrocławiu, Breslau 2020, ISBN 978-83-66545-18-2.

### Artikel
- Modlitwa źródłem duchowości kapłańskiej. In: Ateneum Kapłańskie. Band 140, Nr. 3, 2003, OCLC 922208452, S. 429–440.
- Medytacja chrześcijańska i jej rola w życiu człowieka. In: Poznańskie Zeszyty Humanistyczne. Band 2, 2004, OCLC 998964848, S. 9–18.
- Rola Słowa Bożego w życiu człowieka. In: Poznańskie Zeszyty Humanistyczne. Band 11, 2008, OCLC 998974956, S. 37–46.
- Prawda i istnienie Boga: mistyczny wymiar życia duchowego w ujęciu św. Teresy Benedykty od Krzyża. In: Jerzy Machnacz (Hrsg.): Oblicza prawdy: Edyta Stein – s. Teresa Benedykta od Krzyża. Papieske Wydział Teologiczny, Breslau 2010, OCLC 1374899366, S. 102–114.
- Świętość dla wszystkich czy tylko dla wybranych: różnorodność powołań do świętości. In: Poznańskie Zeszyty Humanistyczne. Band 15, 2010, OCLC 998981087, S. 7–15.
- Ascetyczny wymiar duchowości kapłańskiej. In: Perspectiva: legnickie studia teologiczno-historyczne. Band 9, Nr. 1, 2010, OCLC 999225600, S. 29–41.
- Kapłan – ekspert w dziedzinie życia duchowego: reminiscencje przesłania Benedykta XVI do kapłanów. In: Ateneum Kapłańskie. Band 156, Nr. 3, 2011, OCLC 922212448, S. 525–530.
- Aktualność formacji duchowej w życiu i posłudze prezbiterów według wskazań „Pastores dabo vobis“. In: Andrzej Tomko (Hrsg.): Hereditatis custos: księga dla uczczenia Księdza Profesora Józefa Patera. Papieski Wydzial Teologiczny, Breslau 2014, OCLC 1356754095, S. 385–395.
- Powołanie w jesieni życia według św. Jana Pawła II. In: Polonia Sacra. Band 18, Nr. 3, 2014, OCLC 5716649484, S. 47–58 (edu.pl [PDF; 228 kB]).
- Wspólnota życia konsekrowanego: aktualność instrukcji „Congregavit nos in unum Christi amor“. In: Ateneum Kapłańskie. Band 165, Nr. 3, 2015, OCLC 998224391, S. 455–465.
- Osoba konsekrowana w misji współdzielonej. In: Stanisław Suwiński, Ireneusz Werbiński, Dariusz Zagórski (Hrsg.): Przebudźcie świat!: wypełnić wiernie misję w Kościele (= Scripta Theologica Thoruniensia. Band 35, 3). Wydawnictwo Naukowe Uniwersytetu Mikołaja Kopernika, Toruń 2015, OCLC 1126612895, S. 123–136.
- Przekazywać wiarę, wychowując człowieka. In: Włodzimierz Gałązka (Hrsg.): Tylko służyć (= Mistyka Chrześcijańska. Band 146). Band 2. Wydawnictwo Uniwersytetu Kardynała Stefana Wyszyńskiego, Warschau 2016, OCLC 998744318.
- O głoszących Ewangelię: posłannictwo osoby konsekrowanej (i nie tylko). In: Życie Duchowe. Nr. 94, 2018, OCLC 1042535998, S. 165–175.
- Rozważać, zakorzeniać, głosić – misja osób konsekrowanych w świecie w nauczaniu św. Jana Pawła II i papieża Franciszka. In: Polonia Sacra. Band 24, Nr. 2, 2020, OCLC 8623433847, S. 115–132 (edu.pl [PDF; 201 kB]).
- Specyfika posłuszeństwa kapłana diecezjalnego i kapłana zakonnego. Podobieństwa i różnice. In: Studia Włocławskie. Band 24, 2022, OCLC 9734247861, S. 235–249 (wloclawek.pl [PDF; 156 kB]).